# Ilse (Oker)

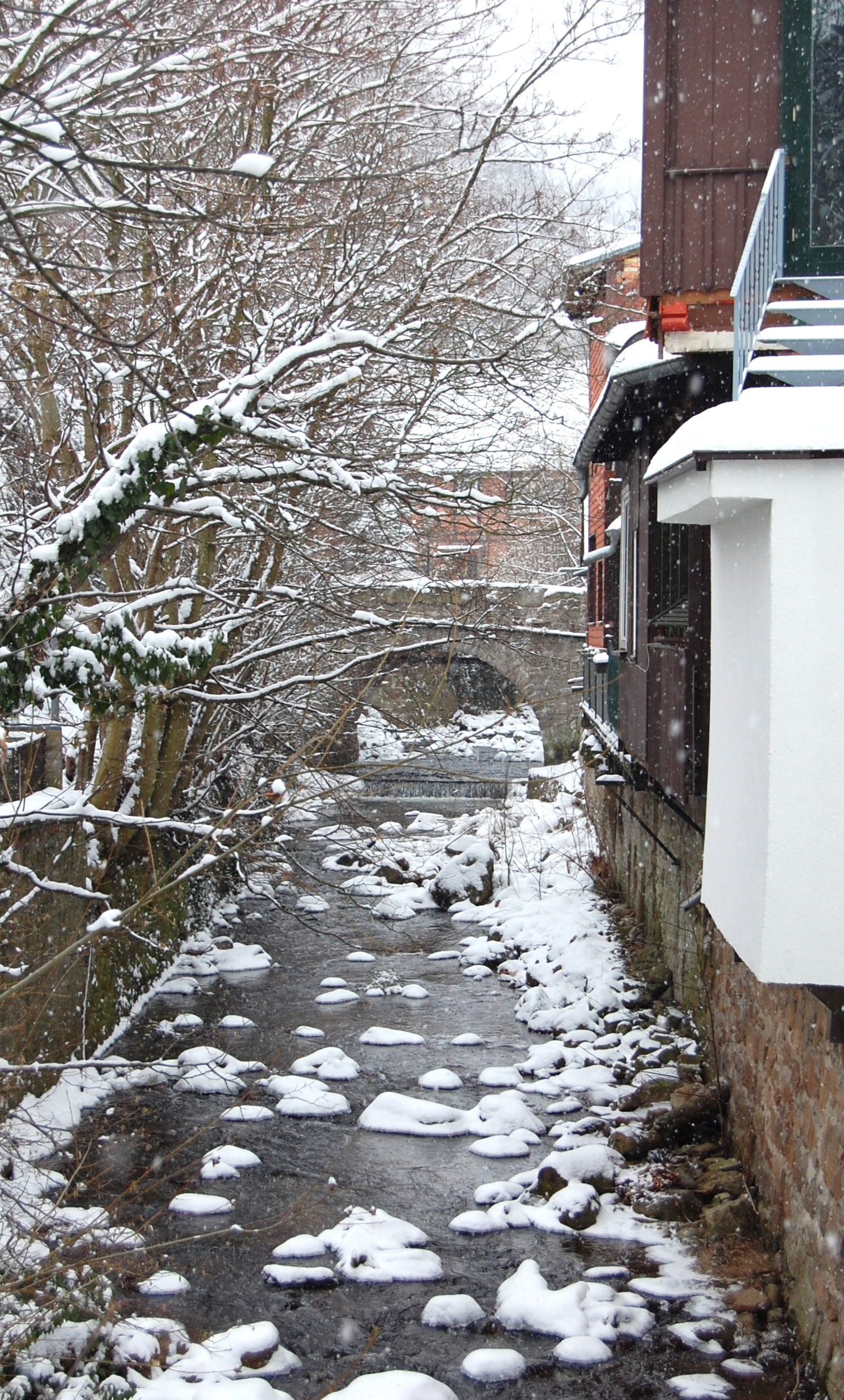
Winterliche Ilse in Ilsenburg (Harz); im Hintergrund die Krugbrücke

Die Ilse, im Oberlauf Verdeckte Ilse und im Unterlauf Kanal-Ilse und Mühlen-Ilse genannt, ist ein 42,9 km langer, südöstlicher und orografisch rechtsseitiger Zufluss der Oker in Sachsen-Anhalt und Niedersachsen (Deutschland). Sie fließt im Harz und nördlichen Harzvorland.

## Name
Erstmals wird der Fluss im Jahr 1108 (Ilisina) urkundlich erwähnt. Der Name leitet sich vom germanischen Wortstamm *elis-/*elus- für 'Erle, Weide' ab.

## Verlauf und Einzugsgebiet
Die Ilse entspringt im sachsen-anhaltischen Landkreis Harz im Oberharz. Ihre Quelle liegt innerhalb des Naturparks Harz/Sachsen-Anhalt im Nationalpark Harz auf dem Osthang der Heinrichshöhe. Sie befindet sich nahe der Brockenstraße (K 1356), auf etwa 960 m ü. NHN.
Anfangs fließt die Ilse durch das Brockenbett genannte Tal zwischen der Heinrichshöhe und dem Brocken im Westen sowie dem Renneckenberg im Osten. Nordnordöstlich des Brockens verläuft sie – abschnittsweise im Oberlauf für den Betrachter unsichtbar – als Verdeckte Ilse gurgelnd unter großen Felsblöcken, die als eiszeitlicher Blockgletscher das Flussbett überdecken. Am Nordnordostfuß des Brocken, den sie östlich passiert, schneidet der Bach ein enges Tal in die Hochfläche des Harzes, in der sie eine Folge kleiner Kaskaden bildet, die als Ilsefälle bekannt sind und vom Heinrich-Heine-Weg begleitet werden.

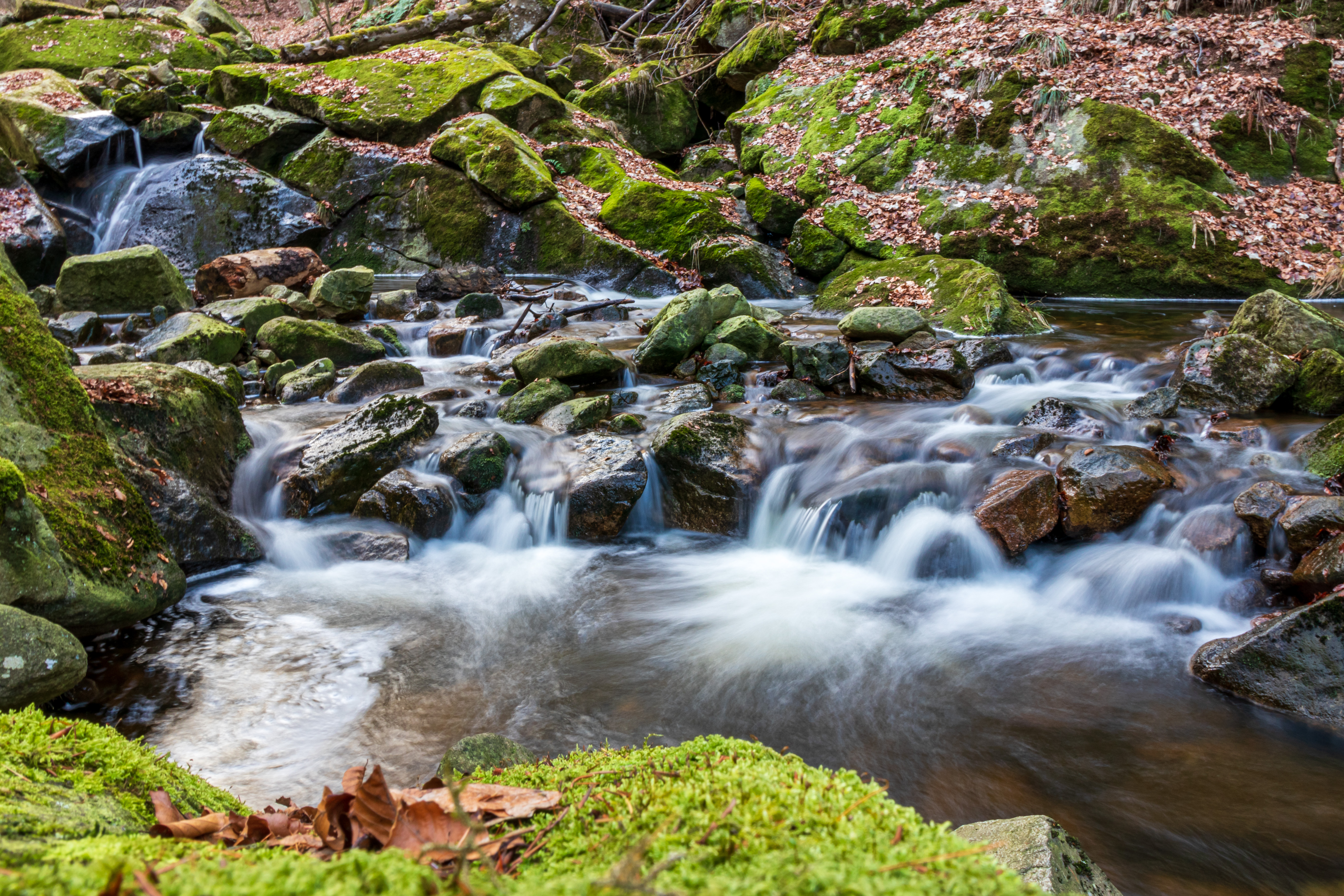
Gefällereicher Abschnitt der Ilse oberhalb des Ilsesteins

Danach fließt die Ilse nach einem scharfen Rechtsknick für eine kurze Laufstrecke in einer Längstalung, die im Inneren des Harzes parallel zum Nordrand verläuft. Das dann wieder engere Ilsetal wird östlich vom schroffen, kreuzgekrönten Ilsestein überragt.
Nach Verlassen des Nationalparks Harz durchfließt die Ilse Ilsenburg (Harz), wo sie die Krugbrücke unterquert und im weiteren Verlauf unter der ehemaligen Kupferhütte im Tunnel geführt wird. Unterhalb von Ilsenburg tritt sie in das Harzvorland ein und durchfließt oder passiert die Ortschaften Veckenstedt und Wasserleben, wo sie nach Aufnahme des von rechts zufließenden Schneibekebachs den Naturpark Harz/Sachsen-Anhalt verlässt. Sie schwenkt bei Berßel nach Nordwesten, lässt den Großen Fallstein rechts liegen und folgt unterhalb von Osterwieck dem Verlauf des nordöstlich gelegenen Kleinen Fallstein. Hinter Hoppenstedt und Bühne nimmt sie bei Rimbeck die von links zufließende Stimmecke auf, die im Eckertal entspringt und auch aus der Ecker gespeist wird, und erreicht den niedersächsischen Landkreis Wolfenbüttel. Auf der Höhe von Willeckes Lust zweigt die Mühlen-Ilse nach Osten ab und durchfließt das heute noch zu besichtigende Wassermühlenbauwerk Hagenmühle im Ortskern von Hornburg.
Der Hauptfluss passiert Hornburgs Ortskern westlich und heißt im Unterlauf Kanal-Ilse. In diese mündet bei Börßum der Schiffgraben-West, der durch das Große Bruch fließt. In ihn mündet die Mühlen-Ilse, die vorher den Zieselbach aufnimmt und mit der Gewässerkennzahl 482488 als Nebengewässer des Schiffgrabens gilt.
Westlich des niedersächsischen Börßum mündet die Ilse nach dem östlichen Zufluss der Hasenbeeke auf etwa 82 m Höhe in den Aller-Zufluss Oker. Bis zur Regulierung von Oker und Ilse erreichte sie die Oker kurz vor dem historischen Übergang Ohrum bei Kissenbrück, siehe nachfolgenden Abschnitt über die Alte Ilse.
Das Einzugsgebiet der Ilse ist etwa 290 km² groß; davon liegen 64,93 km² in Niedersachsen. Die Ilse ist im Okereinzugsgebiet der östlichste Fluss aus dem Harz und grenzt das Einzugsgebiet der Weser von dem der Elbe ab.

## Alte Ilse

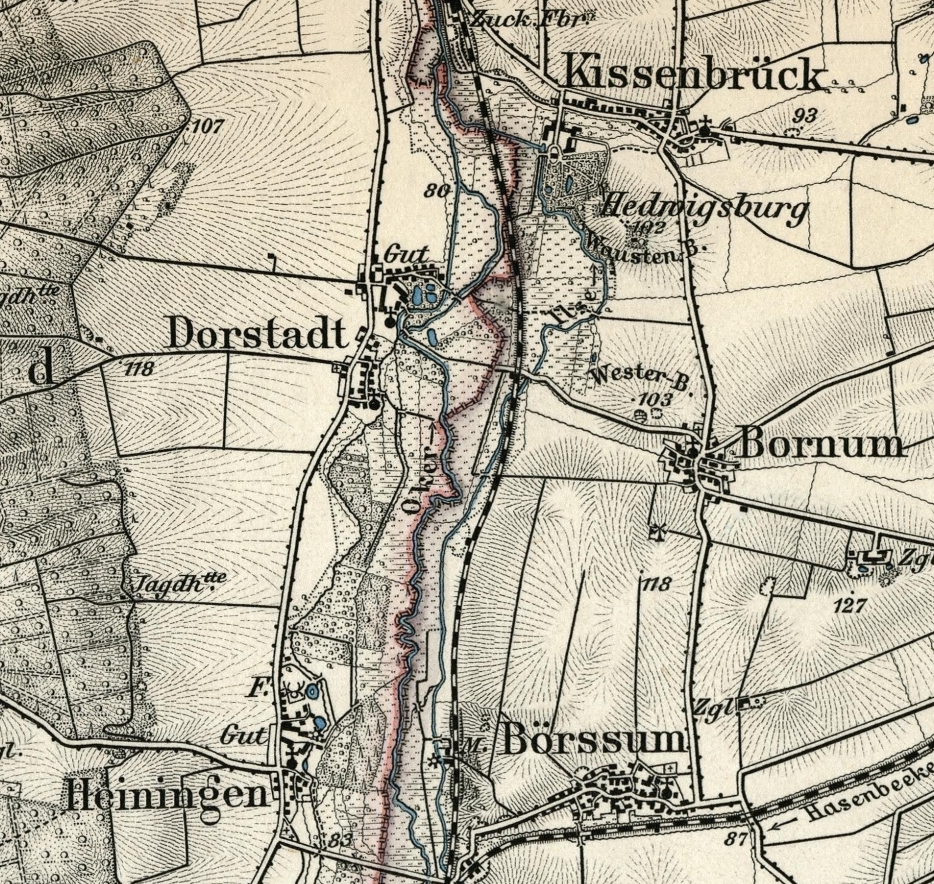
Ausschnitt aus der Landkarte von 1904: Deutlich erkennbar ist die Oker mit der Grenzmarkierung und östlich davon der Verlauf der Ilse, der sich nördlich von Bornum (Börßum) mit dem heutigen Verlauf der Alten Ilse deckt.

Als Alte Ilse wird ein über vier Kilometer langer Abschnitt des früheren Ilseverlaufs bei Hedwigsburg bezeichnet (GKZ 48256, oberhalb des Großen Grabens 482568). Bis 1950 flossen in der Okeraue zwischen Börßum und Dorstadt drei Gewässer: Am westlichen Rand der Niederterrasse schlängelte sich die Warne, die beim ehemaligen Kloster und dem heutigen Gutshof in die Oker mündet; in der Mitte mäandrierte die Oker und bildete die historische Grenze zwischen den Bistümern Hildesheim und Halberstadt; am östlichen Rand verlief relativ geradlinig die Ilse. Sie machte am Waustenberg einen leichten Bogen nach Westen und wurde 1580 für die Gartengestaltung des Schlosses Hedwigsburg genutzt. Kurz vor Ohrum mündete sie in die Oker und komplettierte damit sämtliche Harzflüsse, die die Oker aufnimmt. Entsprechend groß war die Hochwassergefahr in Ohrum, was regelmäßig zu Überschwemmungen und zum Abtrag von Wiesenflächen führte.
Die Anlieger-Gemeinden schlossen sich schon 1937 zum Oker-Ilse-Verband zusammen, der ab 1951 eine großzügige Umstrukturierung der Okeraue vornahm. Die Oker wurde bei Börßum vollständig in das Bett der Ilse geleitet und das alte Okerbett verfüllt. Seitdem ist dort die Mündung der Ilse in die Oker. Zwischen Börßum und Dorstadt wurde die Oker in ein neues Kanalbett geführt und bis Ohrum begradigt. In Ohrum selber wurden die Okerarme aufgelöst. Die Warne wurde in dem Zuge begradigt und etwa im alten Okerbett geführt. Der Erfolg dieser den natürlichen Verlauf der Oker zerstörenden Maßnahme war mäßig, erst der Bau der Okertalsperre konnte die Gefahr von Frühjahrshochwassern bändigen. Der Lauf der Warne wurde in neuerer Zeit in alten Okermäandern bei Heiningen abschnittsweise renaturiert.
Der alte Verlauf der Ilse blieb unterhalb Bornums bis heute erhalten. Sie nimmt weiterhin die von Osten zufließenden Bäche Hahnenbeek und Großer Graben auf und dient als Vorflut der Kläranlage Kissenbrück. Im Zuge der Gewässerbeurteilung gemäß der Europäischen Wasserrahmenrichtlinie wird sie jedoch nicht als eigener Wasserkörper behandelt.

## Wasserversorgung
Die reichhaltigen Grundwasservorkommen im Dreieck aus Kanal-Ilse und Oker werden von der Salzgitter AG für die Trinkwasserversorgung Salzgitters und der Hüttenwerke genutzt. Insgesamt fördern im Grundwasserwerk Börßum-Heiningen 88 Brunnen über 22 Millionen Kubikmeter im Jahr durch 1,2 Meter dicke Betonrohrleitungen zum Aufbereitungswerk in Adersheim. Seit dem Februar 2024 versorgt das Wasserwerk Börßum auch das Netz des Braunschweiger Versorgungsbetriebs BS Energy, was nach dessen Angaben 35 % des gesamten Braunschweiger Trinkwassers entspricht.

## Gewässerqualität
Die Ilse wird hinsichtlich der Gewässerqualität und der Umsetzung der Europäischen Wasserrahmenrichtlinie vom Landesbetrieb für Hochwasserschutz und Wasserwirtschaft Sachsen-Anhalt überwacht, der sie in zwei geographische Abschnitte unterteilt: Von der Quelle bis zum Absturz in Ilsenburg (als Oberflächenwasserkörper mit der Nr. WESOW20-00) und weiter bis zur Mündung in die Oker in Niedersachsen (unter der OWK-Nr. WESOW21-00).
Der 13 Kilometer lange Oberlauf wird im Datenblatt des Landesbetriebs von 2008 hinsichtlich der Strukturqualität zu mehr als 50 % mit „sehr gut“ bewertet, also als „überwiegend naturbelassen“. Die biologische Qualität und der chemische Zustand sind zwar „gut“, die Gesamteinstufung des Öko-Zustands erfolgt jedoch als „mäßig“, weil Orientierungsparameter für den Sauerstoffgehalt und den pH-Wert nicht eingehalten worden sind.
Der Abschnitt von Ilsenburg bis zur Mündung wird als erheblich veränderter Wasserkörper („HMWB“ – Heavy Modified Water Body) eingestuft, was auf Untertunnelungen, Begradigungen und Deichbauwerke zurückzuführen ist. Der biologisch-chemische Zustand erhält nur die Note „4“, was auf verminderte Sauerstoffwerte und überschrittene Phosphat-Werte (beispielsweise aus Düngemitteln) zurückzuführen ist. Das gesamte ökologische Potenzial wird mit „unbefriedigend“ angegeben.

## Sage und Literatur
Die Volkssage personifiziert die Ilse als schöne Prinzess Ilse, die im Felsen des Ilsesteins ihre Wohnstatt hat. Literarisch erwähnt wird der Fluss unter anderem in der Harzreise Heinrich Heines.

„Es ist unbeschreibbar, mit welcher Fröhlichkeit, Naivität und Anmut die Ilse sich hinunterstürzt über die abenteuerlich gebildeten Felsstücke, so daß das Wasser hier wild emporzischt und unten wieder über die kleinen Steine hintrippelt, wie ein munteres Mädchen. Ja, die Ilse ist eine Prinzessin, die lachend und blühend den Berg hinabläuft.“

## Motiv in der Malerei
Das Tal der Ilse, insbesondere die Ilsefälle, waren vor allem in den Epochen der Romantik und des Realismus ein beliebtes Motiv der Landschaftsmalerei. Hier eine Auswahl der zahlreichen Künstler, von denen Gemälde mit Motiven dieser als wildromantisch empfundenen Landschaft bekannt sind: Arthur Bell, Georg Heinrich Crola, Georg Engelhardt, Elmar von Eschwege, Paul Flickel, Oscar Leu, Otto Modersohn, Julius Preller, Adolf Rettelbusch, Ludwig Richter, Wilhelm Streckfuß, Christian Wilberg.